# نورة بنت عبد الله بن عدوان
نورة بنت عبد الله بن عبد الرحمن بن عدوان عضو مجلس الشورى السعودي، المشرفة على كرسي أبحاث المرأة في جامعة الملك سعود و متخصصة في قضايا المرأة والاسرة.
اكملت دراستها الجامعية في جامعة الملك سعود بكالوريوس التربية والآداب تخصص الدراسات الإسلامية واللغة العربية. حصلت على ماجستير العلوم التربوية، تخصص مناهج التعليم الإبتدائى من جامعة إنديانا الولايات المتحدة. ثم حصلت على الدكتوراه في العلوم التربوية من جامعة الإمام محمد بن سعود الإسلامية

## عضوية اللجان الوطنية
- شاركت ضمن أول عشرة نساء سعوديات للمشاركة في اللقاء الوطني الثاني للحوار الفكري المنعقد في مكة المكرمة بعنوان ( الاعتدال والغلو ) بدعوة من مركز الملك عبد العزيز للحوار الوطني في عام 1424هـ .
- شاركت ضمن أول ست نساء سعوديات للعمل كمستشارة في مجلس الشورى السعودي في الفترة من 1426 إلى 1430هـ .
- عضو مؤسس للجنة الوطنية النسائية بمجلس الغرف السعودية (أسست اللجنة بموجب القرار السامي رقم 120). منذعام 1425هـ وحتى 1433ه
- عضو اللجنة التأسيسية للمشروع الثقافي الوطني لتجديد الصلة بالكتاب (أسست بتوجيه سامي عام 1424 هـ).

## عضوية اللجان الخيرية والاجتماعية
- عضو مؤسس وعضو مجلس الأمناء بالهيئة العالمية للمرأة والأسرة، رابطة العالم الإسلامي منذ عام 1423 هـ .
- عضو الجمعية العامة في الهيئة الخيرية الإسلامية العالمية بالكويت عام 1433هـ و حتى تاريخه .
- رئيسة القطاع النسائي بمركز التنمية الاجتماعية بحي النخيل الشرقي . عام 1425 وحتي 1428هـ.
- عضو اللجنة التأسيسية لمركز الأمير سلمان الاجتماعي عام 1416هـ.

## تأسيس وعضوية الجمعيات والمؤسسات العلمية
- عضو مؤسس ومقررة اللجنة الاستشارية بالجمعية السعودية للعلوم التربوية والنفسية عام 1411هـ، ومنسقه لأنشطتها عام 1411هـ - 1418هـ.
- تأسيس ملتقى الرياض الثقافي عام 1428هـ، قدم الملتقى (47) دراسة وورقة عمل، ويضم في عضويته أكاديميات من مؤسسات التعليم العالي.
- تأسيس مدارس كليه التربية التطبيقية (مدارس طويق). و الإشراف على برامجها التربوية وتنظيمها الإداري عام 1409وحتى 1415هـ .
- رئيس الفريق العلمي لمشروع تطوير التعليم العالي للفتاة في المملكة العربية السعودية، الخطة المستقبلية لتطوير التعليم الجامعي، وزارة التعليم العالي، أشتمل المشروع البحثي على عشر دراسات مستقلة لتطوير التعليم العالي للفتاة في المملكة العربية السعودية، عام 1426- 1427هــ .
- عضو مركز البحوث بمركز الدراسات الجامعية للبنات عام 1424و حتى 1428هـ .
- عضو الهيئة العلمية لكرسي أبحاث المرأة والحسبة بجامعة حائل عام 1433هـ و حتى تاريخه.

## المؤلفات والنشاطات الثقافية
- شاركت في تقديم دراسات وأوراق عمل ومحاضرات فيما يربو عن (165) مؤتمراً وملتقىً ؛ اجتماعياً، وتربوياً، وإسلامياً؛ محلياً وإقليمياً ودولياً، في الفترة بين عام 1410– 1433ه ـ.
- لديها عدد من الدراسات المنشورة في مجال المناهج وطرق التدريس، وكتابين مترجمين ودليل تدريبي للمعلم .
- أجرت العديد من الدراسات في قضايا التغيير الثقافي والاجتماعي والعولمة. و دراسات تحليلة مقارنة للوثائق الدولية والمنظمات و البرامج والمشروعات ذات العلاقة بالمرأة والطفل والأسرة .
- أشرفت على تأليف ومراجعة كل من الموسوعة العلمية لدراسات المرأة في المملكة العربية السعودية وتشمل(450) دراسة، وموسوعة القضايا المعاصرة للمرأة وتقع في (6) أجزاء. و عدد (10) دراسات تناولت تطوير التعليم العالي للفتاة في المملكة.
- شاركت في إدارة العديد من الجلسات العلمية في المؤتمرات وحلقات النقاش محلياً وإقليمياً.